# Konishi Yukishige
Konishi Yukishige ( 小西行重), (¿? -1602 )) fue un comandante militar del período Azuchi-Momoyama, fue vasallo de Konishi Yukinaga . Su nombre anterior fue Kido Sakuemon (木戸作右衛門), vasallo leal del clan Konishi recibió el apellido Konishi y cambió su nombre a Yukishige, el título oficial era Mimasaka Nokami (美作守). Su nombre común era Sakuemon o Konishi Mimasaka (小西美作), su nombre de bautismo fue Don Jacobo.
Participó activamente en la batalla de la fortaleza de Pyeongyangseong durante la invasión japonesa de Corea en 1592 . Después de la Batalla de Sekigahara, fue designado miembro del clan Satsuma Shimazu .